# Anne Caze
 (février 2025).
Si vous disposez d'ouvrages ou d'articles de référence ou si vous connaissez des sites web de qualité traitant du thème abordé ici, merci de compléter l'article en donnant les références utiles à sa vérifiabilité et en les liant à la section « Notes et références ».
Pour les articles homonymes, voir Caze.
Anne Caze, Malgache née vers 1650 à Madagascar et morte le 8 mai 1723 à Saint-Paul de l'île Bourbon, est, pour certains historiens, l'une des premières habitantes de cette île française du sud-ouest de l'océan Indien aujourd'hui appelée La Réunion. Elle serait arrivée le 14 novembre 1663, alors que l'île est inhabitée, sur le Saint-Charles, un navire qui débarque à l'emplacement de l'actuel Saint-Paul. Cette première colonisation de l'île est menée par Louis Payen, originaire de la Marne, accompagné d'un autre Français non identifié, de sept adultes et de trois fillettes malgaches : Anne Caze (ou Marie-Anne Fina pour d'autres historiens) et ses sœurs cadettes, Marguerite et Marie. Les Malgaches ne sont pas réduits en esclavage à cette époque ; c'est en qualité de serviteurs qu'ils accompagnent Louis Payen. 
Elle est la tante d'Anne Mousse, fille de sa sœur Marie, dite la grand-mère des Réunionnais.
Elle épouse le Français Paul Cazan (ou Cauzan) vers 1671. De cette union naissent trois garçons, dont le premier en 1671, appelé François. Les deux autres meurent en bas âge, à la suite de quoi elle perd son mari. 
Elle épouse en secondes noces (1678), Gilles Launay, compagnon d'Étienne Regnault le premier gouverneur de Bourbon, dont elle a cinq enfants, parmi lesquels seules deux filles, Marguerite et Anne, survivront. Quand, en janvier 1709, Anne Caze est à nouveau veuve, elle partage avec ses filles l'héritage du défunt, qui inclut 35 esclaves.